# Anglerský skot
Anglerský skot, též německá červinka, je staré krajové plemeno skotu z poloostrova Angeln ve Šlesvicko-Holštýnsku. Od roku 1945 je chována pod záštitou Svazu německých chovatelů červinek.
Anglerskýskot je plemeno velmi staré, první písemné záznamy o červeném skotu v Angelnu pocházejí už ze začátku 17. století. Od roku 1830 probíhá cílená plemenitba a plemenná kniha byla založena v roce 1879. Od roku 1906 probíhá kontrola užitkovosti. Je středního tělesného rámce a mléčného užitkového typu: tělo je dlouhé, úzké, slabě osvalené. Zvířata jsou od přírody rohatá. Plemeno je jednobarevné v odstínech od tmavě červené po sytě hnědou.
Výhodou plemene je přizpůsobivost vůči klimatickým podmínkám a zdravé končetiny a paznehty, což je základem dobré chodivosti. Krávy jsou plodné, mezidobí je krátké a porody snadné. Dále vynikají zdravím vemene s nízkým počtem somatických buněk, býci zlepšovatelé přenášejí rezistenci vůči mastitidám. V roce 2003 dosáhla průměrná roční užitkovost 6 870 kg mléka s obsahem 4,7 % tuku a 3,6 % bílkovin, současný chovný cíl zní 9500 kg se 4,5 % tuku a 3,8 % bílkovin. Plemeno je zušlechťováno dánskou a švédskou červinkou a červeným holštýnským skotem.
V současnosti je v Německu v kontrole užitkovosti přibližně 20 tisíc krav. Anglerský skot se používá ke zlepšování vlastností dalších plemen červinek, jako je červinka hartská a polská.